# (400396) 2008 AK80
(400396) 2008 AK80 es un asteroide perteneciente al cinturón de asteroides descubierto el 12 de enero de 2008 por el equipo del Spacewatch desde el Observatorio Nacional de Kitt Peak, Arizona, Estados Unidos.

## Designación y nombre
Designado provisionalmente como 2008 AK80.

## Características orbitales
2008 AK80 está situado a una distancia media del Sol de 2,714 ua, pudiendo alejarse hasta 2,726 ua y acercarse hasta 2,702 ua. Su excentricidad es 0,004 y la inclinación orbital 3,864 grados. Emplea 1633,65 días en completar una órbita alrededor del Sol.

## Características físicas
La magnitud absoluta de 2008 AK80 es 16,9. 